# Pimpla alboannulata
Pimpla alboannulata là một loài tò vò trong họ Ichneumonidae.